# Basse-Pointe
Basse-Pointe est une commune française, située dans le département d'outre-mer de la Martinique. Ses habitants sont appelés les Pointois.
La ville est le chef-lieu du canton de Basse-Pointe. C'est aussi la ville de naissance d'Aimé Césaire.

## Géographie

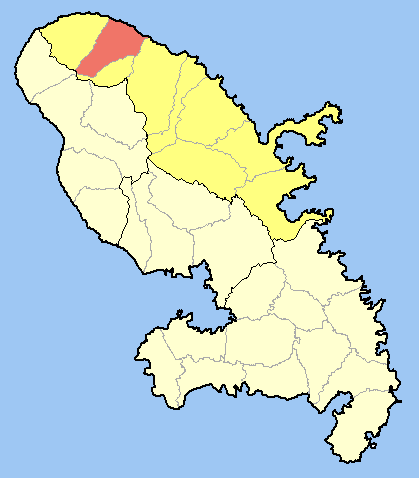
En rouge le territoire communal de Basse-Pointe.

### Localisation
Localité de la côte atlantique de la Martinique, elle se situe sur un versant de la montagne Pelée.
La commune est bordée par Macouba au nord, L'Ajoupa-Bouillon au sud et Le Lorrain l'est.

## Urbanisme

### Typologie
Basse-Pointe est une commune rurale, car elle fait partie des communes peu ou très peu denses, au sens de la grille communale de densité de l'Insee,,,.
Elle appartient à l'unité urbaine de Basse-Pointe, une agglomération intra-départementale regroupant 1 commune et 2 810 habitants en 2022, dont elle est une ville isolée,.
Par ailleurs la commune fait partie de l'aire d'attraction de Basse-Pointe, dont elle est la commune-centre. Cette aire, qui regroupe 4 communes, est catégorisée dans les aires de moins de 50 000 habitants,.
La commune, bordée par l'Océan Atlantique au nord-est, est également une commune littorale au sens de la loi du 3 janvier 1986, dite loi littoral. Des dispositions spécifiques d’urbanisme s’y appliquent dès lors afin de préserver les espaces naturels, les sites, les paysages et l’équilibre écologique du littoral, par exemple le principe d'inconstructibilité, en dehors des espaces urbanisés, sur la bande littorale des 100 mètres, ou plus si le plan local d’urbanisme le prévoit,.

## Toponymie
Le nom de Basse-Pointe vient de la situation géographique du bourg : il est surplombé d'une pointe rocheuse peu élevée.

## Histoire

### Établissement colonial
C'est dans la partie la plus basse du littoral qu'a été construit un modeste embarcadère. Les premiers colons européens y cultivèrent du tabac et du cacao, qui disparurent par la suite au profit de la canne à sucre. Aujourd'hui la canne a cédé la place à la banane qui occupe plus de la moitié des surfaces agraires.

### Abolition de l'esclavage en 1848 et retour de l'engagisme
C'est ici, entre autres, qu'après l'abolition de l'esclavage en 1848, de nombreux immigrants indiens (coolies) se sont installés pour travailler dans les champs de cannes. C'est ainsi le sujet d'un des livres de Raphaël Confiant : La Panse du chacal.

### Naissance d'Aimé Césaire
Le 26 juin 1913, dans l'habitation Eyma, est né le futur écrivain et homme politique Aimé Césaire. Il est à l'origine du concept de "négritude" qui donnera son nom à un célèbre courant littéraire et politique.

### Rencontre des présidents français et étasunien

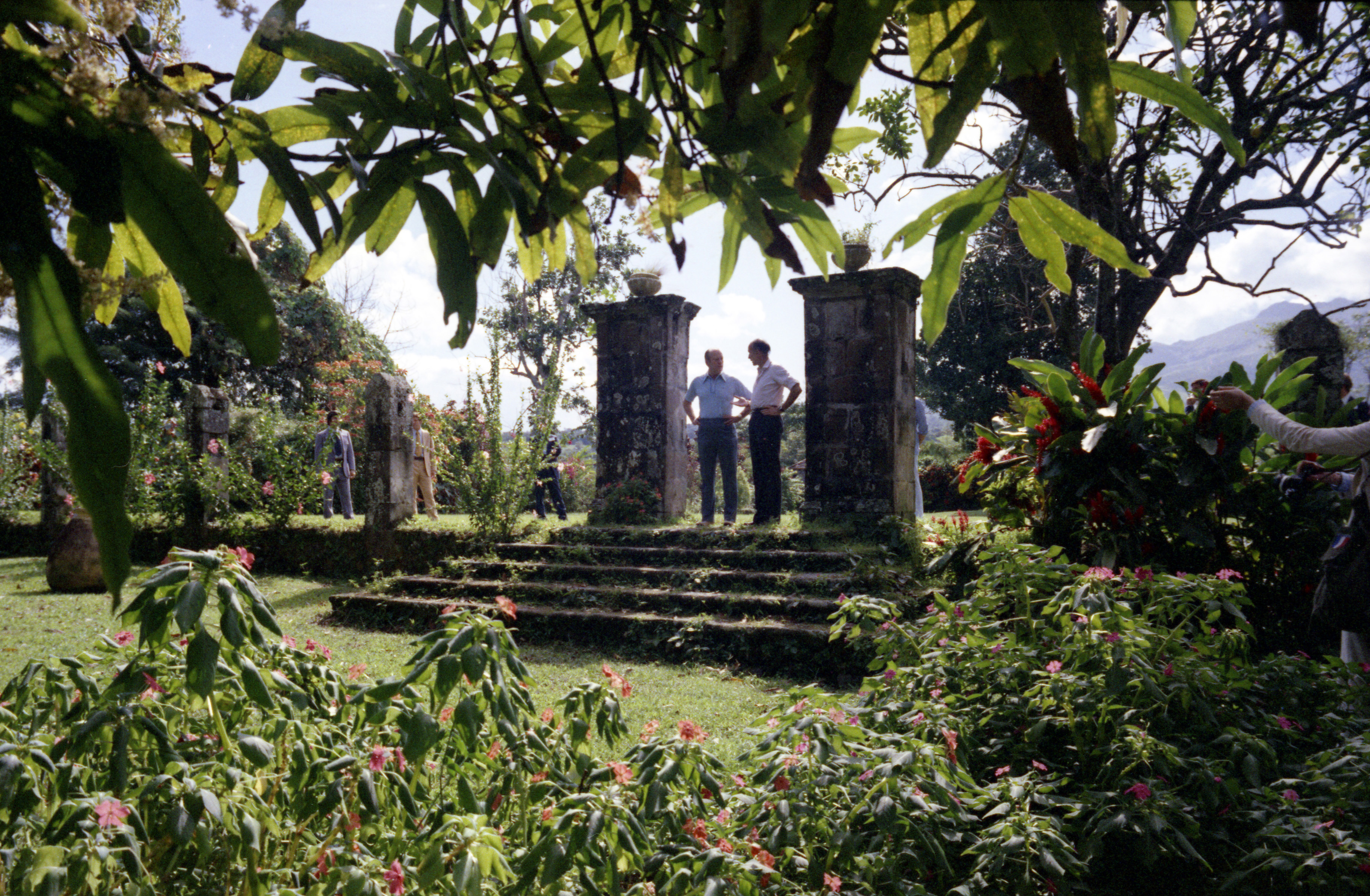
Les présidents Giscard d'Estaing et Ford en 1974 dans l'habitation Leyritz, lors du premier sommet de chefs d'États accueilli en Martinique.

En décembre 1974, juste après le premier choc pétrolier, c'est dans l'hôtel Leyritz que le président Valéry Giscard d'Estaing rencontre son homologue étasunien Gerald Ford, lors du premier sommet de chefs d’Etat dont la Martinique est le cadre. Ce sommet contribuera à la notoriété de l’établissement.

### L'affaire des 16 de Basse-Pointe
Le 6 septembre 1948, dans un contexte tendu de grève, des travailleurs agricoles assassinent Guy de Fabrique (né à Basse-Pointe en 1907), administrateur blanc créole (béké) des habitations sucrières Pécoul, Gradis, Leyritz et Moulin L’Étang, toutes propriétés de Victor Depaz. Le drame a lieu dans un champ de cannes de l'habitation Leyritz, gérée par Gaston de Fabrique, frère de la victime. Après une chasse à l'homme de plusieurs semaines, 16 travailleurs "de couleurs", dont trois d'origine indienne (coolies), sont arrêtés et maintenus en détention provisoire pendant trois ans.
Finalement, en 1951, les prisonniers sont embarqués pour la métropole afin d'y être jugés. Le procès doit se tenir à la cour d'assises de la ville de Bordeaux, ancien port négrier. Le Parti communiste, les syndicats et le MRAP leur organisent de nombreux comités de soutien, particulièrement actifs. Dès leur arrivée au port du Havre, les dockers refusent de débarquer le "navire-prison" et débrayent plusieurs heures pour soutenir leurs camarades, victimes selon eux de la répression coloniale. Les 16 sont ensuite transférés à Bordeaux et incarcérés dans le fort du Hâ.
Les communistes profitent du procès pour en faire un événement politique. Afin d'influencer les jurés, le journaliste Jean Pernot publie régulièrement dans Les nouvelles de Bordeaux et du Sud-Ouest des articles mettant en avant le passé esclavagiste de Bordeaux. "Parce que Bordeaux fut marchand d'esclaves, on espère qu'il s'en souviendra", "c'est la traite des nègres qui a fait la richesse des grands marchands de Bordeaux" sont quelques-uns des titres de ses articles de 1951.
Le procès s'achève le 13 août à 14 h avec le verdict qui prononce l’acquittement général pour les 16 accusés et demande leur libération immédiate. De toute évidence, s'il est probable que les coupables sont parmi eux, condamner les 16 inculpés auraient impliqué de condamner des innocents.
Ce procès aura surtout permis de mettre en évidence que, même 100 ans après l'abolition de l'esclavage, et deux ans après la départementalisation, les conditions de travail dans les habitations reproduisent toujours le modèle de la société esclavagiste. Les travailleurs y ont des salaires très bas et dépendent de l'habitation, de leur maître. À la hiérarchie sociale se confond toujours une division raciale. Cette histoire a aussi donné lieu à un formidable mouvement de soutien et de solidarité aux 16, en Martinique mais également en métropole et notamment à Bordeaux.
En 2008, un film documentaire en deux parties, Les 16 de Basse-Pointe, a été réalisé par la documentariste Camille Mauduech.

## Politique et administration

### Rattachements administratifs et électoraux
Basse-Pointe appartient à l’arrondissement de La Trinité et vote pour les représentants de l'Assemblée de Martinique. Avant 2015, elle élisait son représentant au conseil général dans le canton de Basse-Pointe, entité dont elle était le chef-lieu.
Pour l’élection des députés, la commune fait partie de la première circonscription de la Martinique.

### Intercommunalité
La commune appartient à la communauté d'agglomération du Pays Nord Martinique.

## Population et société

### Démographie
L'évolution du nombre d'habitants est connue à travers les recensements de la population effectués dans la commune depuis 1961, premier recensement postérieur à la départementalisation de 1946. À partir de 2006, les populations de référence des communes sont publiées annuellement par l'Insee. Le recensement repose désormais sur une collecte d'information annuelle, concernant successivement tous les territoires communaux au cours d'une période de cinq ans. Pour les communes de moins de 10 000 habitants, une enquête de recensement portant sur toute la population est réalisée tous les cinq ans, les populations de référence des années intermédiaires étant quant à elles estimées par interpolation ou extrapolation. Pour la commune, le premier recensement exhaustif entrant dans le cadre du nouveau dispositif a été réalisé en 2007.

En 2022, la commune comptait 2 810 habitants, en évolution de −11,94 % par rapport à 2016 (Martinique : −4,11 %, France hors Mayotte : +2,11 %).
| 1961  | 1967  | 1974  | 1982  | 1990  | 1999  | 2006  | 2007  | 2012  |
| ----- | ----- | ----- | ----- | ----- | ----- | ----- | ----- | ----- |
| 4 360 | 4 562 | 4 359 | 4 201 | 4 432 | 4 183 | 3 888 | 3 845 | 3 609 |

| 2017  | 2022  | - | - | - | - | - | - | - |
| ----- | ----- | - | - | - | - | - | - | - |
| 3 026 | 2 810 | - | - | - | - | - | - | - |

La ville de Basse-Pointe compte une forte population indienne appelé aussi coolie.

### Enseignement
- Deux écoles maternelles.
- Deux écoles primaires.
- Collège de Basse-Pointe. Il accueille les élèves de la ville mais aussi ceux originaires de L'Ajoupa-Bouillon, Macouba et Grand'Rivière.

### Sports et loisirs
La commune accueille chaque année en avril une compétition internationale de surf professionnelle : la Martinique Surf Pro, une des étapes des World Qualifying Series.

#### Équipement sportif
- Stade municipal de Basse-Pointe.

#### Club sportif
- AS Étoile de Basse-Pointe, football. Ancien club de Moïse Régina, ex footballeur professionnel de l'Olympique de Marseille de 1986 à 1991, puis du Stade rennais FC de 1991 à 1994 et de l'AS Angoulême de 1994 à 1995[22] et de Johnny Marajo actuel joueur du Club Franciscain et de l'Équipe de Martinique de football et ancien joueur de l'AC Arles-Avignon[23].

## Économie
Basse-Pointe vit de la culture des bananes et de l'ananas. Le taux de chômage, en 2019, est de 28,7 %.

## Culture locale et patrimoine

### Lieux et monuments
- Habitation Leyritz, inscrite au titre des Monuments historiques[25]
- Habitation Gradis
- Habitation Chalvet / Capot
- Sentier Nature et Découverte de Chalvet
- Habitation Pécoul, classée au titre des Monuments historiques [26]
- Église Saint-Jean-Baptiste de Basse-Pointe. L'église est dédiée à saint Jean Baptiste. Elle est inscrite à l'Inventaire général du patrimoine culturel[27]. L'autel est classé parmi les Monuments historiques[28].
- Chapelle de Hackaert

- Temple hindou Moulin l'Étang
- Temple hindou Gradis

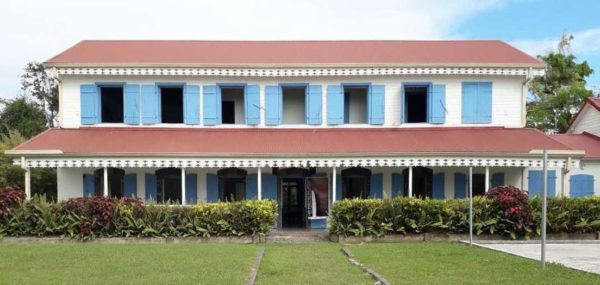
Ancienne maison des maîtres de l'habitation Gradis.
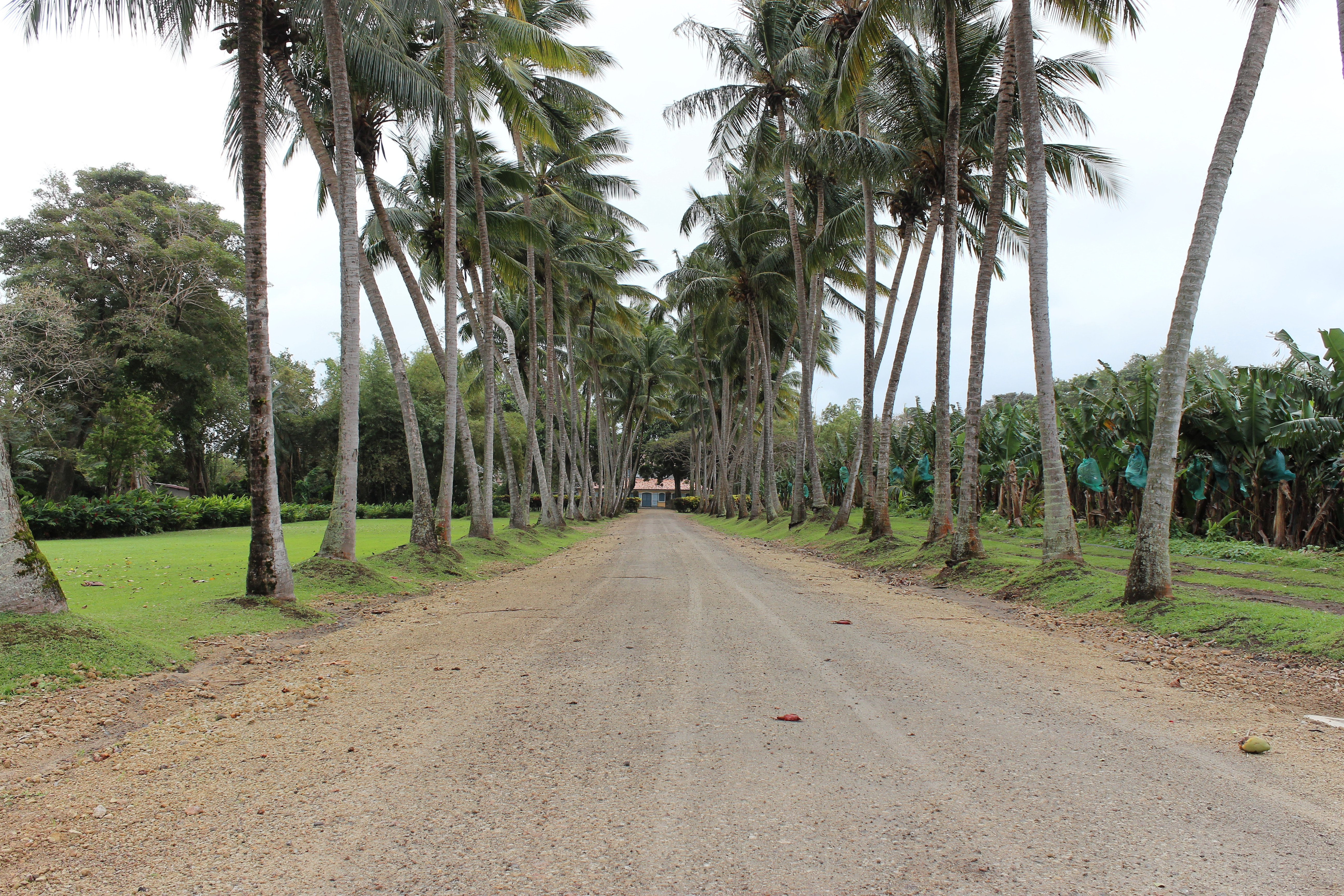
Allée de palmiers de l'habitation Pécoul.

### Personnalités liées à la commune
- Aimé Césaire (1913-2008), naît en 1913 sur l'habitation Eyma à Basse-Pointe le 26 juin 1913. Professeur de lettres, Aimé Césaire est l'un des plus grands écrivains et poètes antillais et un des pères fondateurs de la négritude. Sur le plan politique, il fut maire de Fort-de-France de 1945 à 2001, député de la Martinique de 1945 à 1993 et président du conseil régional de la Martinique de 1983 à 1986. En 1958, il fonde le parti progressiste martiniquais.
- Raymond Garcin (1897-1971), né à Basse-Pointe, médecin neurologue réputé, ancien membre de l'Académie nationale de médecine.
- Hippolyte Morestin, médecin. Il fut l'un des fondateurs de la chirurgie réparatrice maxillo-faciale.
- Irénise Moulonguet (1900-2013), doyenne des Français pendant 9 mois y nait le 6 novembre 1900.

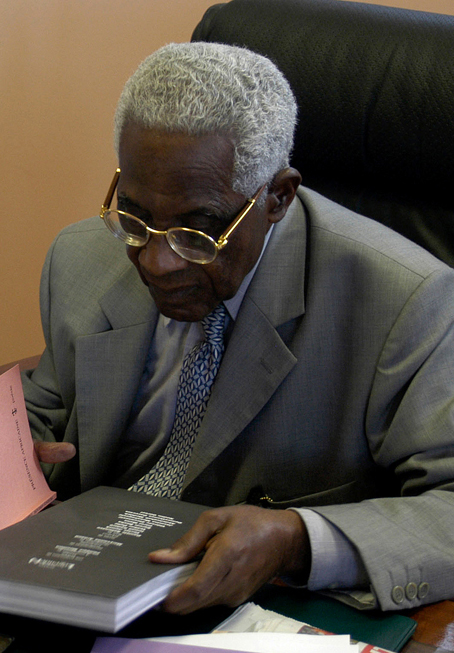
Aimé Césaire, écrivain et homme politique.
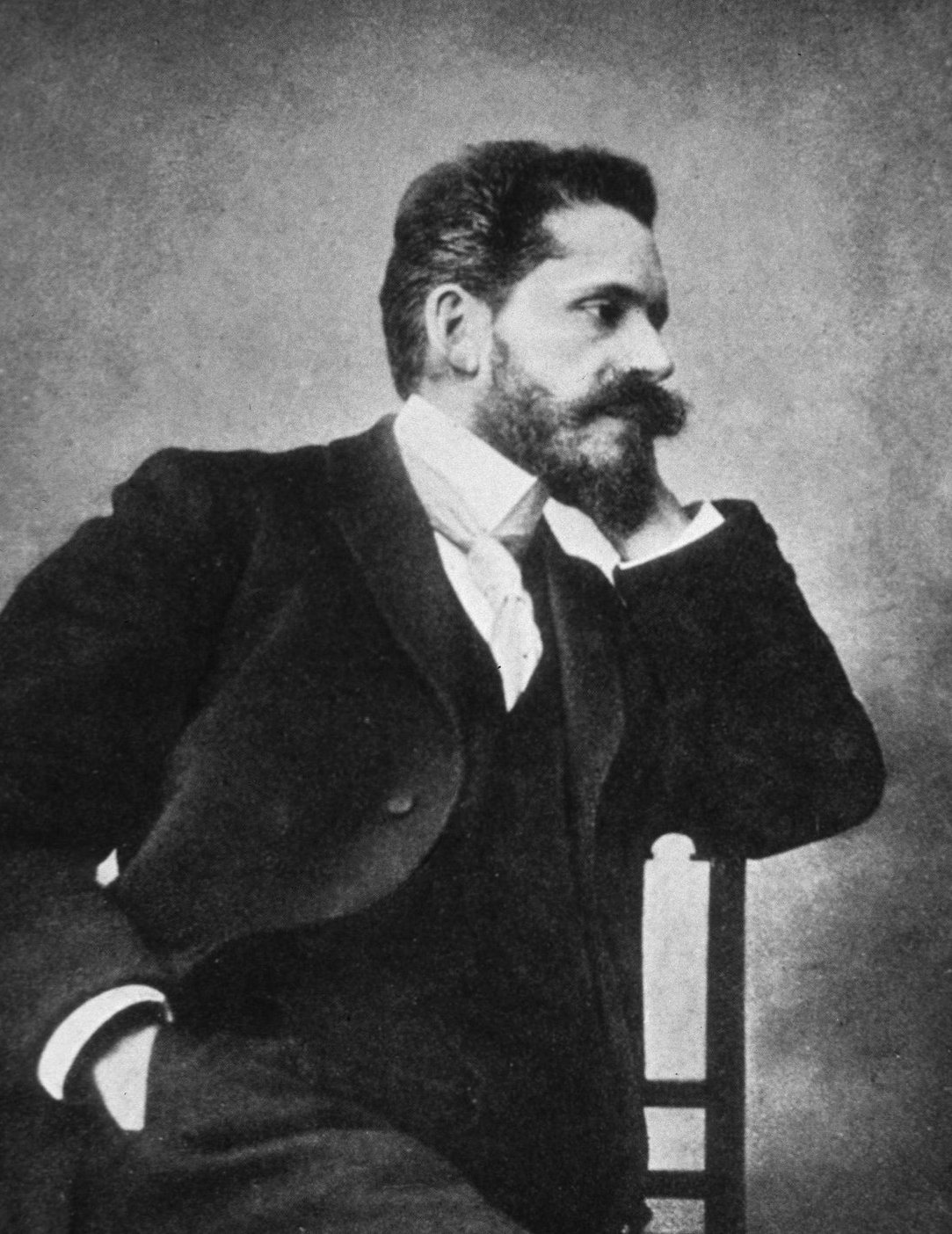
Hippolyte Morestin, médecin. Il fut l'un des fondateurs de la chirurgie réparatrice maxillo-faciale.
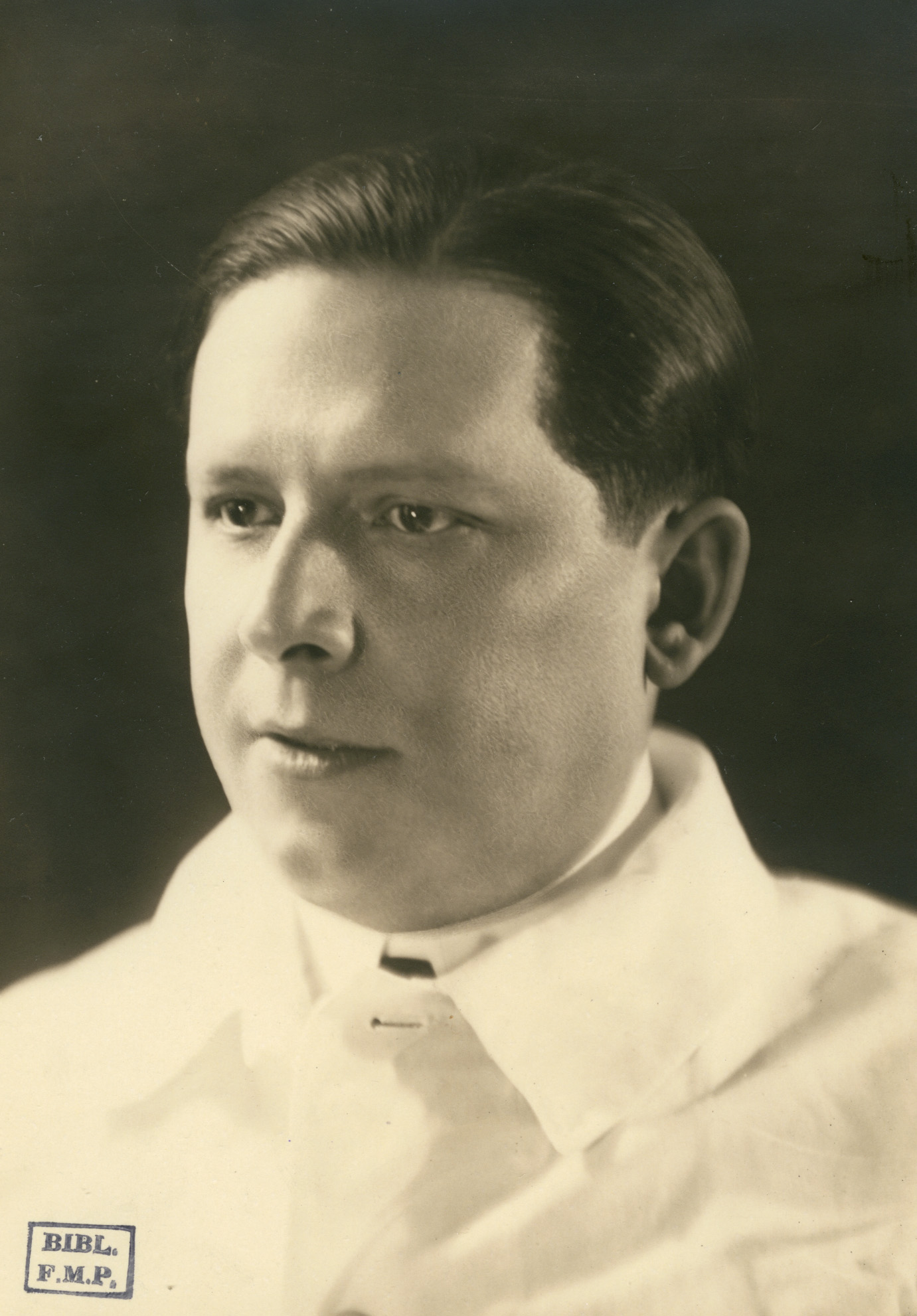
Raymond Garcin, neurologue.

## Pour approfondir